# تردد بلانك الزاوي
تردد بلانك الزاوي (بالإنجليزي :Planck angular frequency) هو وحدة التردد الزاوي في نظام الوحدات الطبيعية (وحدات بلانك) , ورمزه ωP
{\displaystyle \omega _{p}={\frac {1}{t_{p}}}={\sqrt {\frac {c^{5}}{\hbar G}}}\approx }
ويساوي حسابيا 1.85487×1043 مقاسا بوحدة S−1
حيث أن :
{\displaystyle c} سرعة الضوء في الفراغ
{\displaystyle \hbar } انخفاض ثابت بلانك
{\displaystyle G} ثابت الجذب العام